# Rivière Saint-Denis
Rivière Saint-Denis – rzeka na wyspie Reunion, na Oceanie Indyjskim. Płynie do morza blisko najbardziej wysuniętego na północ punktu wyspy po przepłynięciu przez stolicę wyspy, Saint-Denis. Liczy 14 kilometrów długości.